# Ананівка
Ананівка, Опашівка, Апанівка — річка в Україні, у Томашпільському районі Вінницької області. Ліва притока Бушанки (басейн Дністра).

## Опис
Довжина річки 11 км., похил річки — 7,6 м/км. Формується з багатьох безіменних струмків та водойм. Площа басейну 45,9 км².

## Розташування
Бере початок на північному заході від Пеньківки. Тече переважно на південний захід через Рожнятівку і у Пелинівцівпадає у річку Бушанку, ліву притоку Мурафи.